# بير مراد (هشيوار)
بیر مراد (بالفارسية: پیرمراد) هي قرية تقع في إيران في البلدة المركزية. يقدر عدد سكانها بـ 489 نسمة بحسب إحصاء 2016.